# 苏珊·柯林斯 (美国作家)
苏珊·柯林斯（英語：Suzanne Collins，1962年8月10日—） 是一位美国女性电视编剧和小说家。最著名作品是《饥饿游戏》系列。

## 早年生活
1962年8月10日她生于康乃狄克州的首府哈特福。她父亲是名美国空军军官，曾在越南战争中服役。由于父亲军人身份的原因，她家经常搬迁。她童年时在美国东部居住。在 Alabama School of Fine Arts 读中学，主修戏剧艺术。后来取得印地安那大学的戏剧与传播的双学位。

## 事业
2008年8月出版发行的青少年冒险科幻小说《饥饿游戏》在《纽约时报》上连续超过100周位居畅销书榜单。本书被电影导演盖瑞·罗斯改拍成同名电影《饥饿游戏》于2012年3月上映，珍妮佛·劳伦斯、乔许·哈却森和连恩·汉斯沃担任主演，全球票房为6.9亿美圆，其中北美票房高达4.08亿。后来又制作了多部续集。
2019年，作者公佈了飢餓遊戲前傳於2020年5月釋出，故事圍繞在三部曲之前，關於史諾總統的生平故事。2019年10月標題釋出為《飢餓遊戲前傳：鳴鳥與游蛇之歌》。

## 个人生活
她与丈夫、两个子女，以及两只猫居住于康乃狄克州費爾菲爾德縣纽敦镇桑迪胡克村。她是罗马天主教人士。

## 作品
《地底王國》 (The Underland Chronicles)系列
1. 光明戰士 (Gregor the Overlander) (2003年)
2. 災難預言 (Gregor and the Prophecy of Bane) (2004年)
3. 熱血之禍 (Gregor and the Curse of the Warmbloods) (2005年)
4. 神祕印記 (Gregor and the Marks of Secret) (2006年)
5. 最終戰役 (Gregor and the Code of Claw) (2007年)

《饥饿游戏》系列
1. 飢餓遊戲 (The Hunger Games) (2008年)
2. 飢餓遊戲：星火燎原(台灣)／燃烧的女孩(中國大陸) (Catching Fire) (2009年)
3. 飢餓遊戲：自由幻夢(台灣)／嘲笑鸟(中國大陸) （Mockingjay） (2010年)
4. 飢餓遊戲前傳：鳴鳥與游蛇之歌(台灣)／鸣鸟与蛇的歌谣(中國大陸) （The Ballad of Songbirds and Snakes） (2020年)

其他书籍
- Fire Proof: Shelby Woo #11 (1999年)
- When Charlie McButton Lost Power (2005年)
- When Charlie McButton Gained Power (2009年)

## 荣誉
- 2011 - California Young Reader Medal[7]加州年輕讀者獎章
- 2010 - Georgia Peach Book Awards for Teen Readers[8]佐治亞州桃青少年讀者圖書獎
- Publishers Weekly's Best Books of the Year: Children's Fiction[9]出版商周刊“年度最佳書籍：兒童小說
- An American Library Association Top 10 Best Books For Young Adult Selection[10]美國圖書館協會十大青少年選讀書籍
- An ALA Notable Children's Book[11]ALA值得注意的兒童的書
- 2008 CYBIL Award--Fantasy and Science Fiction[12]2008 CYBIL獎 - 幻想和科幻
- KIRKUS Best Young Adult Book of 2008[13]柯克斯最佳年輕成人書籍2008年
- A Horn Book Fanfare[14]喇叭圖書誇耀
- School Library Journal Best Books of 2008[15]學校圖書館雜誌2008年最佳書籍
- A Book List Editor's Choice, 2008[16]圖書清單編輯選讀獎，2008年
- NY Public Library 100 Titles for Reading and Sharing[17]紐約公共圖書館100種閱讀與分享
- 2004 NAIBA Children's Novel Award[18]2004年NAIBA兒童小說獎
- 2006 ALSC Notable Children's Recording (audio version)[19]2006年的ALSC著名的兒童的錄音（音頻版）